# Schützenberger (brasserie)
Pour les articles homonymes, voir Schutzenberger.
Schützenberger — parfois appelée Schütz — est une ancienne brasserie alsacienne  installée à Schiltigheim, commune voisine de Strasbourg, dans le Bas-Rhin. Fondée en 1740, elle est fermée en 2006.

## Histoire

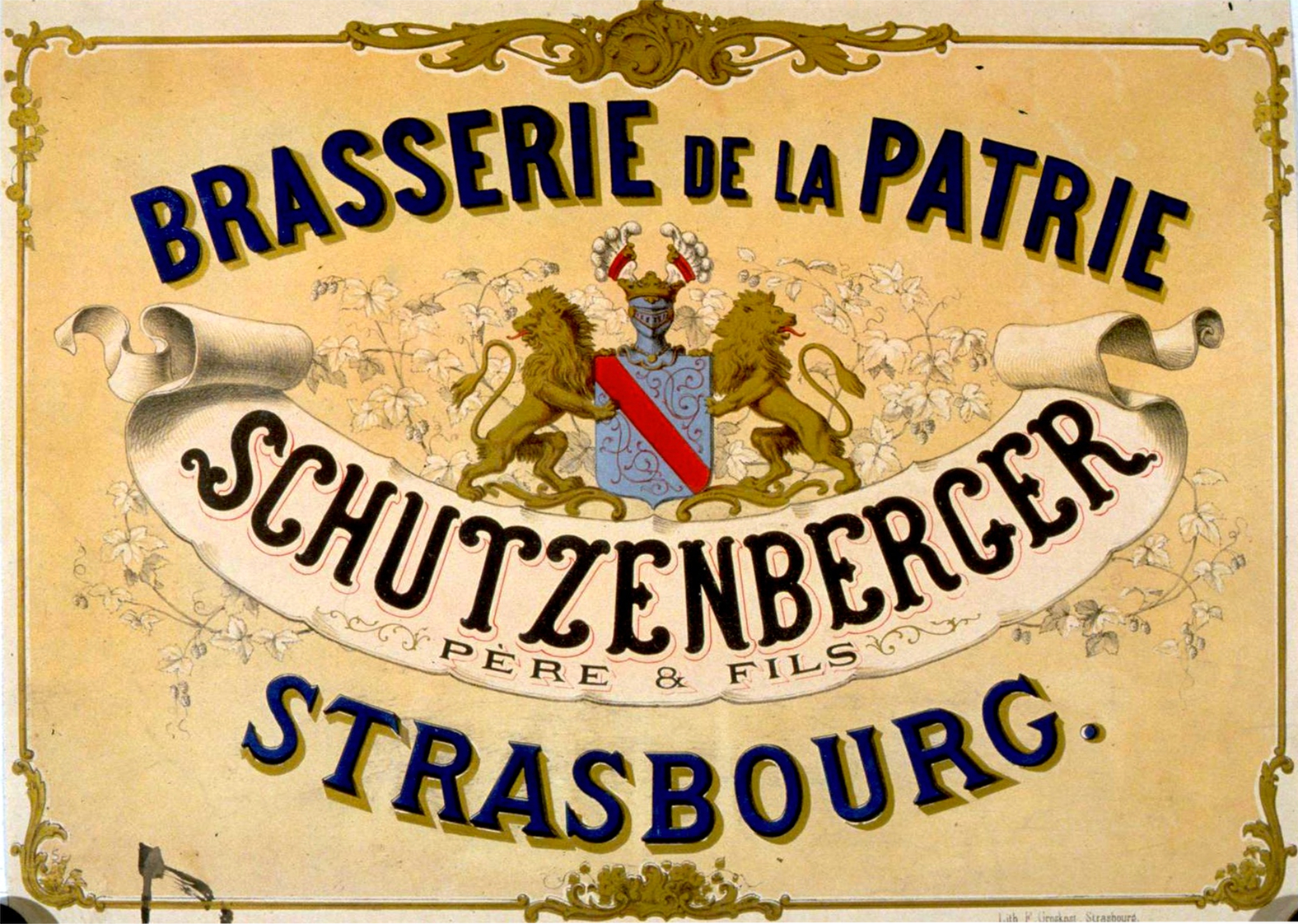
Carton publicitaire de la brasserie de la Patrie Schutzenberger à Strasbourg.

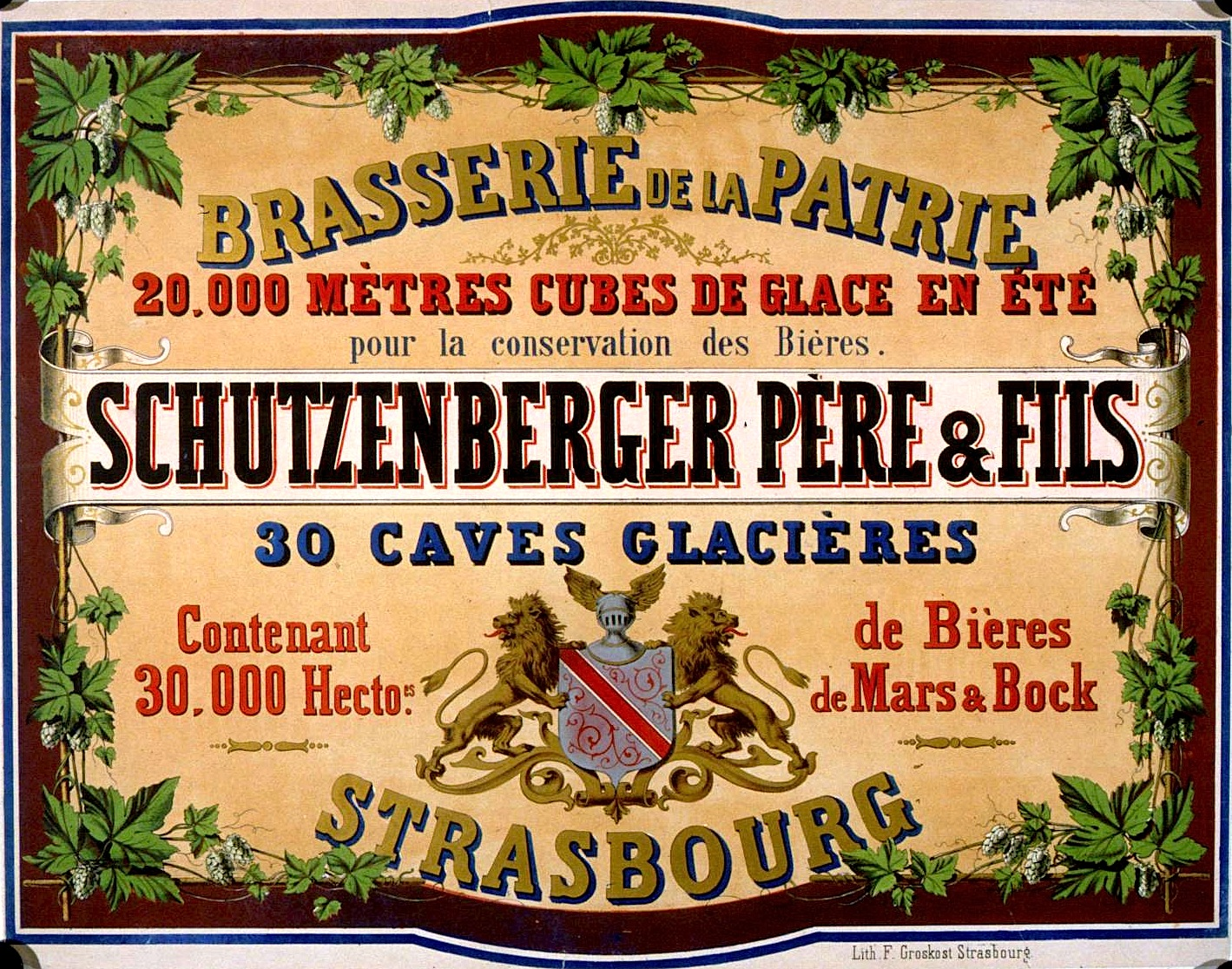
Carton publicitaire de la brasserie de la Patrie Schutzenberger à Strasbourg.

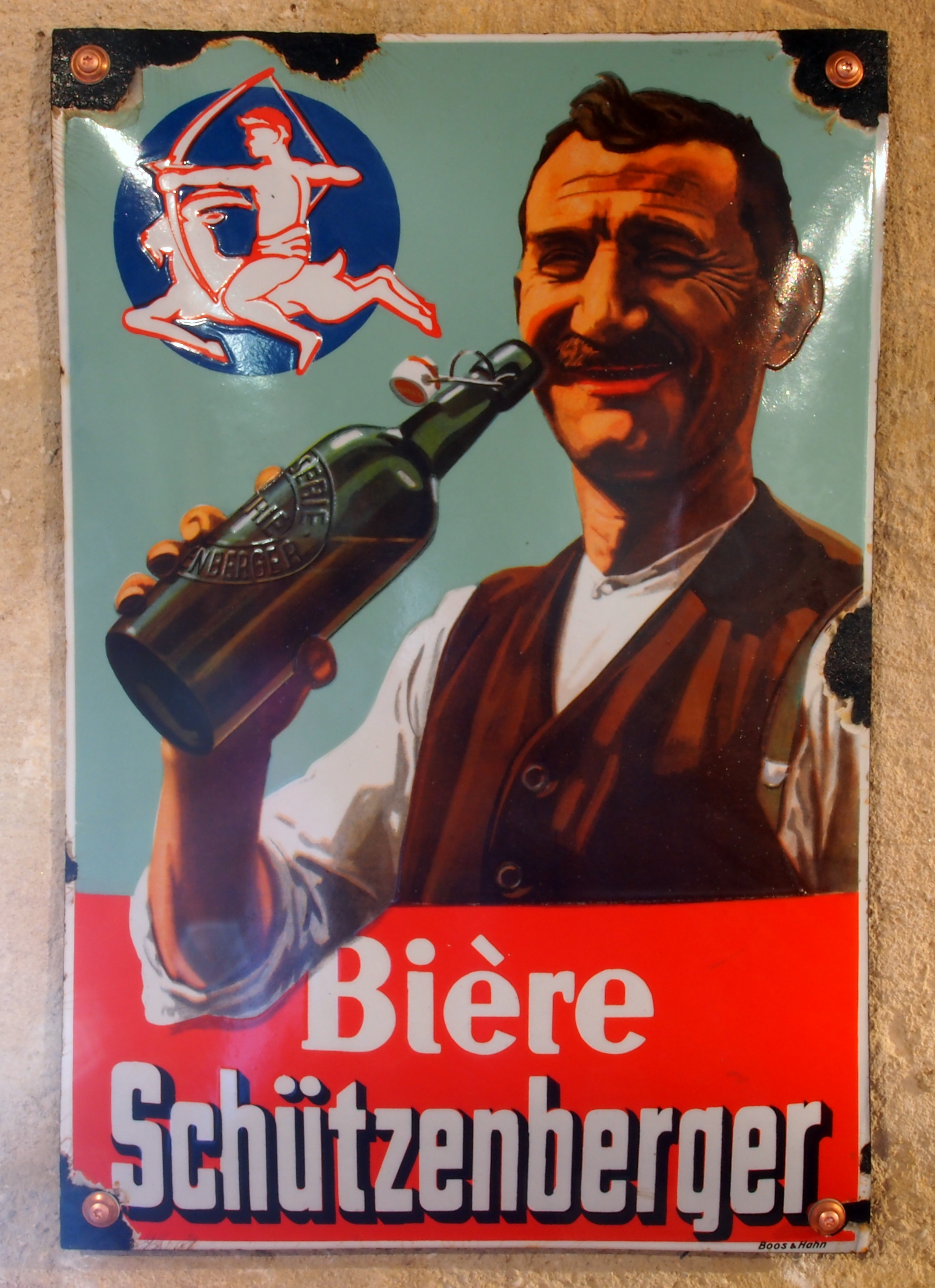
Plaque émaillée Bière Schützenberger.

### Origines
Une brasserie est implanté depuis au moins 1715 aux numéros 22-24 de la rue des Maisons rouges. Elle est d’abord la propriété des associés Klein et Georg, puis après quelques décennies et le décès de Georg, l’usufruit est entre les mains de Anne-Catherine Bickelhaub, la veuve de Klein, qui emploie successivement différents brasseurs afin de faire fonctionner l’établissement. Celui-ci s’appelle dans les années 1760 « Brasserie Royale » et, bien qu’il ait été évoqué que ce nom serait lié à un privilège de brasser la bière pour la cour, il n’existe en réalité aucun élément permettant de l’affirmer et l’origine réelle en reste inconnue. La brasserie est en outre souvent plus familièrement nommée bey den grossen Kapuzinern ( « près des grands capucins »)
Le 20 mai 1766 Jean-Daniel Schützenberger se marie avec Anne-Catherine Bickelhaub. Celui-ci, qui est alors tonnelier, se rend à Mannheim pour apprendre le brassage de la bière, et y reçoit son certificat de brasseur le 30 décembre 1764. Il obtient ensuite le 23 mars 1768 l’autorisation de la corporation de brasser et vendre de la bière dans l’établissement de son épouse. Jean-Daniel Schützenberger agrandi progressivement son établissement dans les années suivantes en rachetant les maisons du quartier. Ces agrandissements s’accompagnent d’une croissance de l’influence de Schützenberger, qui parvient à se faire élire à la tête de la corporation des brasseurs en 1789. L’impact direct de la Révolution française est faible, si ce n’est que la brasserie est renommée « Grande brasserie de la Patrie » afin de faire disparaître un nom évoquant trop la royauté.
La brasserie est transmise en 1795 au quatrième fils de Jean-Daniel Schützenberger, Georges-Frédéric, mais c’est surtout l’un des fils de celui-ci, Louis, qui développe considérablement l’établissement au XIXe siècle.

### Croissance auXIXesiècle
En 1844, à la suite de l'importation de la technique de fermentation basse par Louis Schützenberger, les premières caves de la brasserie sont creusées à Schiltigheim, commune située au nord de Strasbourg. Dès 1838, Louis Schützenberger y avait fait construire sa villa.
La brasserie s'installe à Schiltigheim entre 1864 et 1866. La brasserie actuelle est construite en 1864, au-dessus de la brasserie historique souterraine. Elle est agrandie en 1914. 
Schützenberger est la première brasserie à utiliser le froid industriel.
En 1968, une tentative de vente par des actionnaires échoue.
Schützenberger lance la première bière sans alcool, la Sant'Or, en 1973.
En 1985, le maître brasseur de Schützenberger Albert Gass réintroduit en Alsace la tradition de la bière de Noël.
Pour célébrer le bi-millénaire de la ville de Strasbourg, en 1988, Schützenberger brasse la Schütz 2000.
Charles Walter, président de la brasserie qui avait commencé sa carrière en 1940 comme stagiaire, meurt en 1994. L'entreprise passe alors à sa fille Rina Muller (1940-2004). Rina Muller était également présidente du Syndicat des brasseurs d'Alsace. Marie-Lorraine Muller (née en 1967) devient présidente du directoire de la brasserie après le décès de sa mère, Rina, le 25 juillet 2004.

### Déclin
En 2005, la brasserie (qui compte 69 salariés) connait des difficultés. En 5 ans sa production est passée de 200 000 à 80 000 hectolitres de bière par an tandis que le chiffre d’affaires baisse de 15 à 10 millions d’euros. Elle est placée en redressement judiciaire le 31 octobre 2005. Le 19 avril 2006, la chambre commerciale du tribunal de grande instance de Strasbourg décide de la mise en liquidation judiciaire de la brasserie.
La brasserie de la Patrie Schützenberger ferme ses portes le 12 juin 2006.
Le Schützenberger était un bar-restaurant appartenant à la brasserie situé place Kléber à Strasbourg. Anciennement Le palais de la Bière, il a été rénové en 1999 par l'architecte Jean Nouvel et renommé Le Schützenberger. Célèbre pour sa grande terrasse au 1er étage donnant sur la place, il a fermé en 2006 en même temps que la brasserie.
En plus de la brasserie et du bar-restaurant de la place Kléber, Schützenberger possédait une trentaine de restaurants.

### Tentative de renaissance
Le site de la brasserie fait l'objet d'une inscription au titre des monuments historiques depuis 2008.
La procédure de liquidation est clôturée par l'extinction du passif en décembre 2011. En avril 2012, Marie-Lorraine Muller produit un premier brassin de bière Jubilator.
L'année 2013 marque la renaissance de Schützenberger après six ans de procédure à la suite de la liquidation judiciaire de la grande brasserie de la Patrie Schützenberger débutée en 2006. Les héritiers et actionnaires se sont battus pour conserver les marques et reprendre l'activité.
En avril 2013, après le retour du Brassin de Mars, la bière emblématique de Schützenberger, la Jubilator, est à nouveau commercialisée en fûts et en bouteilles suivie par la Bière sur lie. Le Brassin de Mars, ainsi que la Jubilator ont été produits selon les recettes historiques, sous la houlette d’Albert Gass, maître brasseur de l’époque. Le site de la brasserie à Schiltigheim, dont les portes sont restées closes durant six années, accueille ses premiers visiteurs. Les bières sont d'abord brassées par la brasserie Licorne de Saverne, puis par la brasserie de Saint-Louis dans le Haut-Rhin.
Le mois de décembre 2013 voit le retour du Brassin de Noël. En 1985, Schützenberger avait été la première brasserie alsacienne à proposer une bière de Noël. On peut ainsi dire qu'elle est « l'inventeur » de cette bière.
La même année, le film Les Nuits d'été de Mario Fanfani est tourné sur le site.
Du 13 au 16 mai 2015, le site accueille le festival Elsass Rock.
En septembre 2015, Schützenberger relance la Patriator.
Il était également prévu que la bière blanche Tütz fasse son retour.
Dans une interview du 18 décembre 2014, Marie-Lorraine Muller annonce que l'inauguration de la brasserie réhabilitée aura lieu le 19 avril 2016, dix ans jour pour jour après la mise en liquidation de l'entreprise. Cependant, à l'automne 2016 la production n'a pas encore repris sur le site historique.
Le site accueille le festival des Himalaya du 16 au 18 septembre 2016, parallèlement à la visite du Dalaï-lama à Strasbourg.
La brasserie apparaît — en tant que « brasserie Meyer » — dans l'épisode Le Domaine des sœurs Meyer de la série Capitaine Marleau. 
Marie-Lorraine Muller, meurt des suites d'une maladie le 25 octobre 2016. L'avenir du site de la brasserie de la Patrie et de la marque Schützenberger est désormais incertain.

### Projet de reconversion
Marie-Lorraine Muller souhaitait reprendre la production de bière sur le site de Schiltigheim mais rien ne s'est concrétisé jusqu'à son décès et sa succession se révèle particulièrement compliquée. Le 5 février 2019, le conseil municipal de Schiltigheim a approuvé la demande faite à l'Eurométropole de Strasbourg de réaliser « une démarche de programmation urbaine […] dans le but d’accompagner la ville de Schiltigheim dans les différentes étapes d’élaboration, dans l’analyse des aspects juridiques, fonciers et techniques nécessaires à la réalisation d’un projet de reconversion et de valorisation du site de la brasserie Schützenberger ». La commune souhaite développer le tourisme brassicole et envisage d'installer sur le site une microbrasserie, un pôle de formation autour de la bière, un hôtel, des restaurants et des commerces.

## Les bières
- Jubilator (blonde, 6,8 %).
- Bière sur lie (6,8 %), anciennement Schütz 2000.
- Patriator (brune, 6,8 %).
- Brassin de Mars (blonde, 5 %), bière de saison.
- Brassin de Noël (ambrée, 5,2 %), bière de saison.
- Bière à la Griotte, (5,2 %).
- Bio (blonde, 5,0 %), label Agriculture biologique.
- Boisson de l'Extrême.
- Copper (ambrée, 7,6 %), anciennement La Cuivrée , créée pour célébrer le 250e anniversaire de la brasserie.
- Criolos (fèves de chocolat, 5,5 %).
- Écu D'or (6,4 %).
- Patria Brau (3,5 %).
- Pils (blonde, 5,2 %).
- Sant'Or (sans alcool).
- Tradition (blonde, 4,6 %).
- Tütz (blanche, 4,8 %), Eisbier.

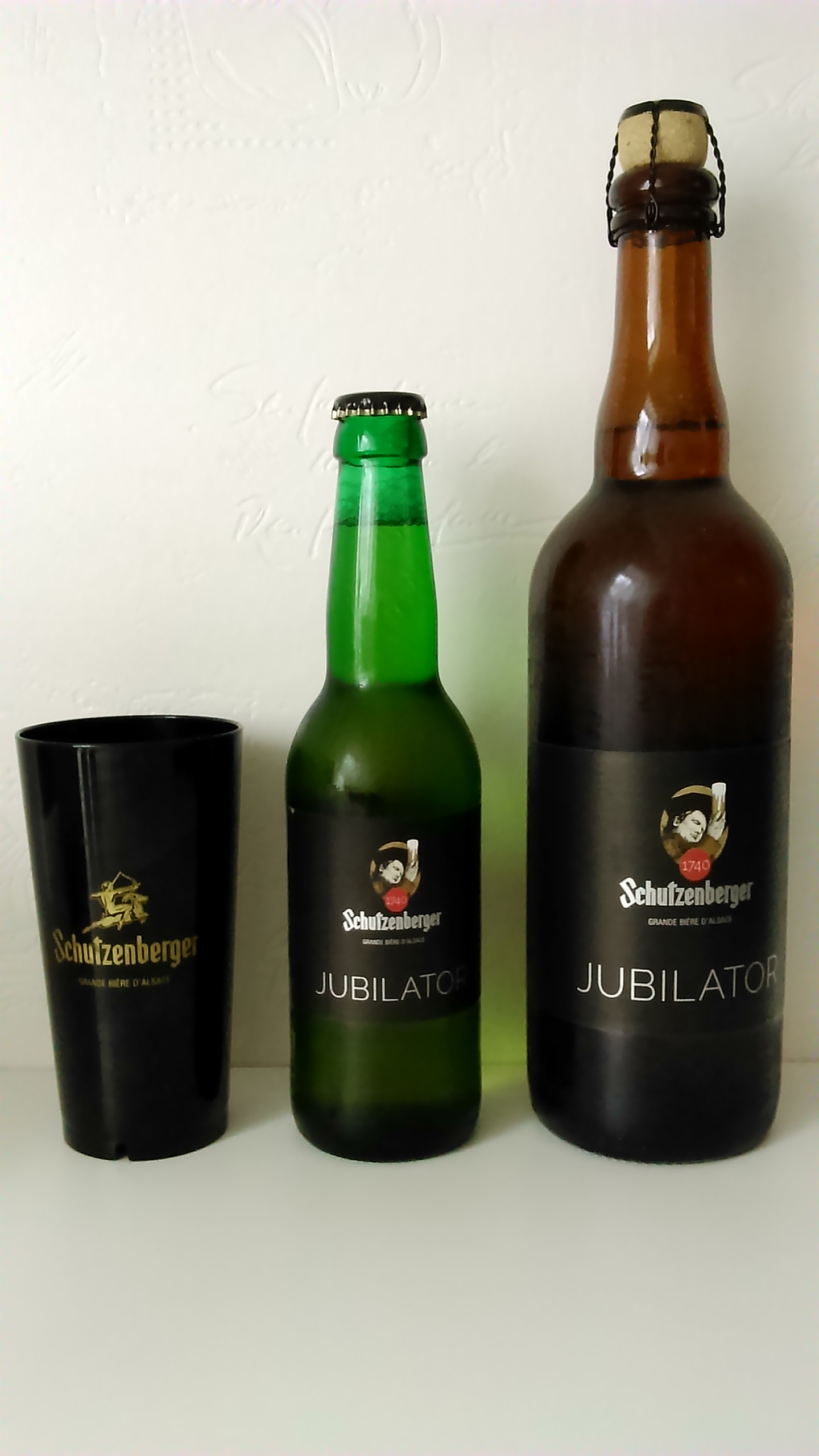
Nouvelles bouteilles de bière Jubilator et gobelet Schützenberger.
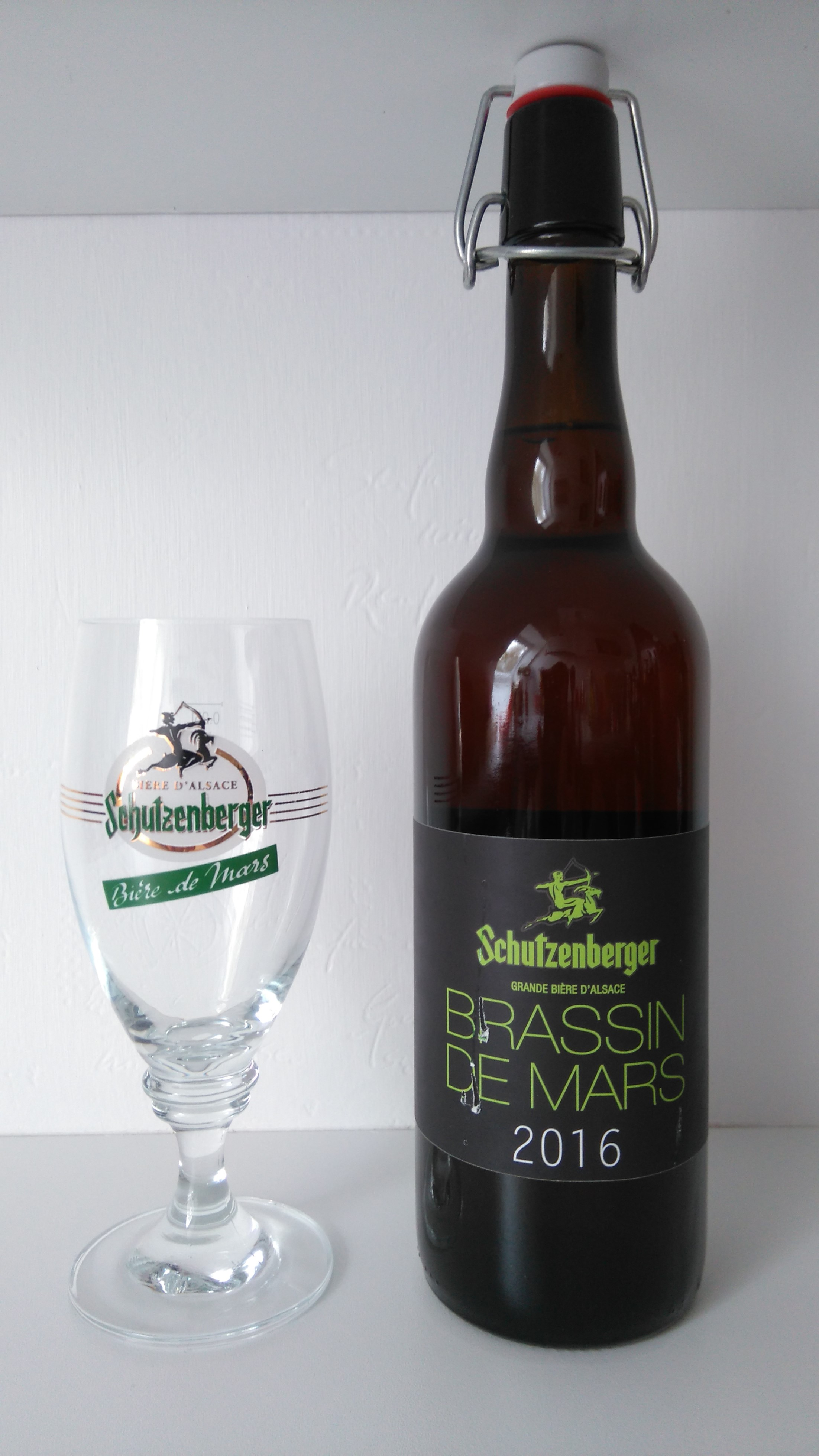
Bouteille et verre Brassin de Mars 2016.
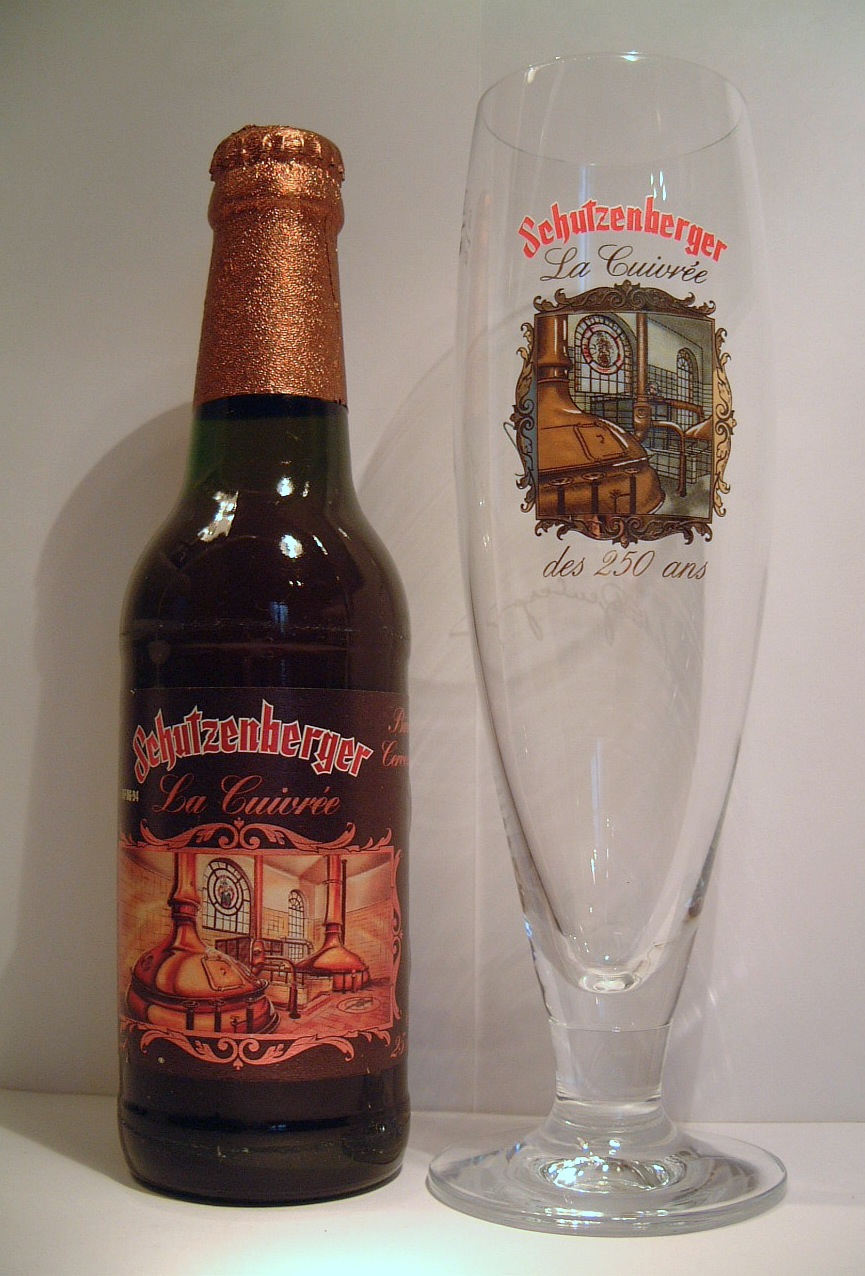
Bouteille et verre La Cuivrée.

### Galerie

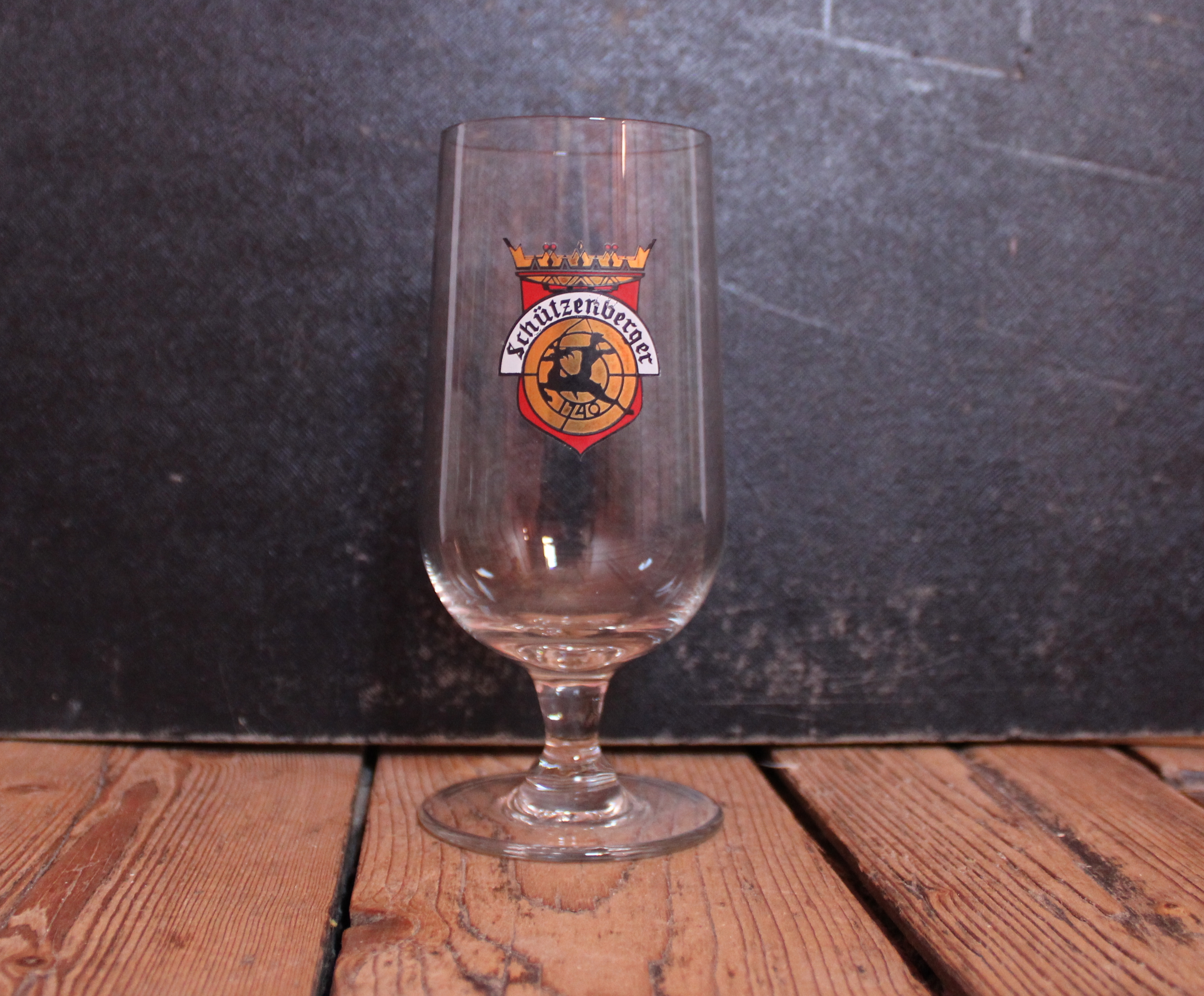
Vieux verre à bière Schützenberger.
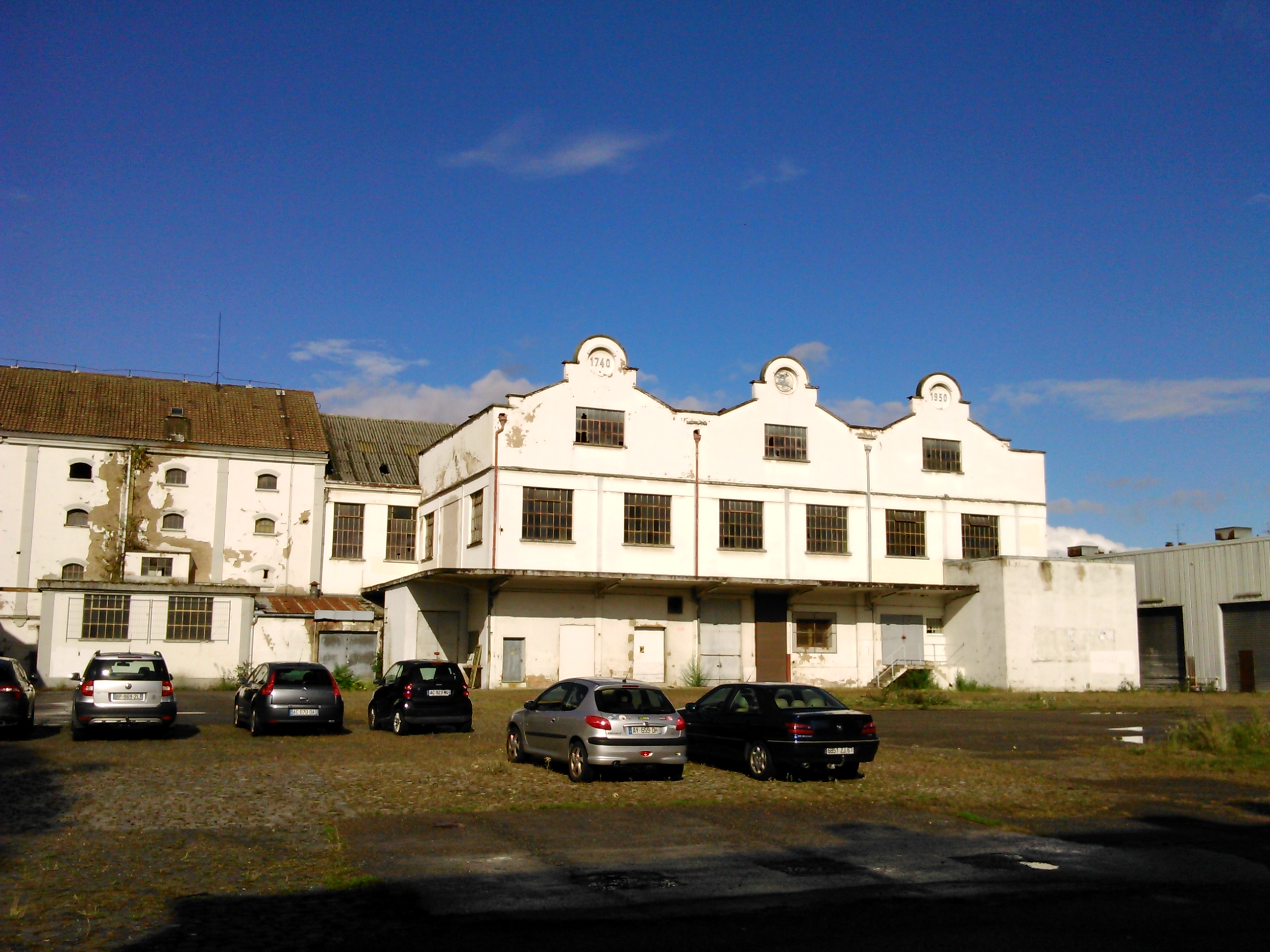
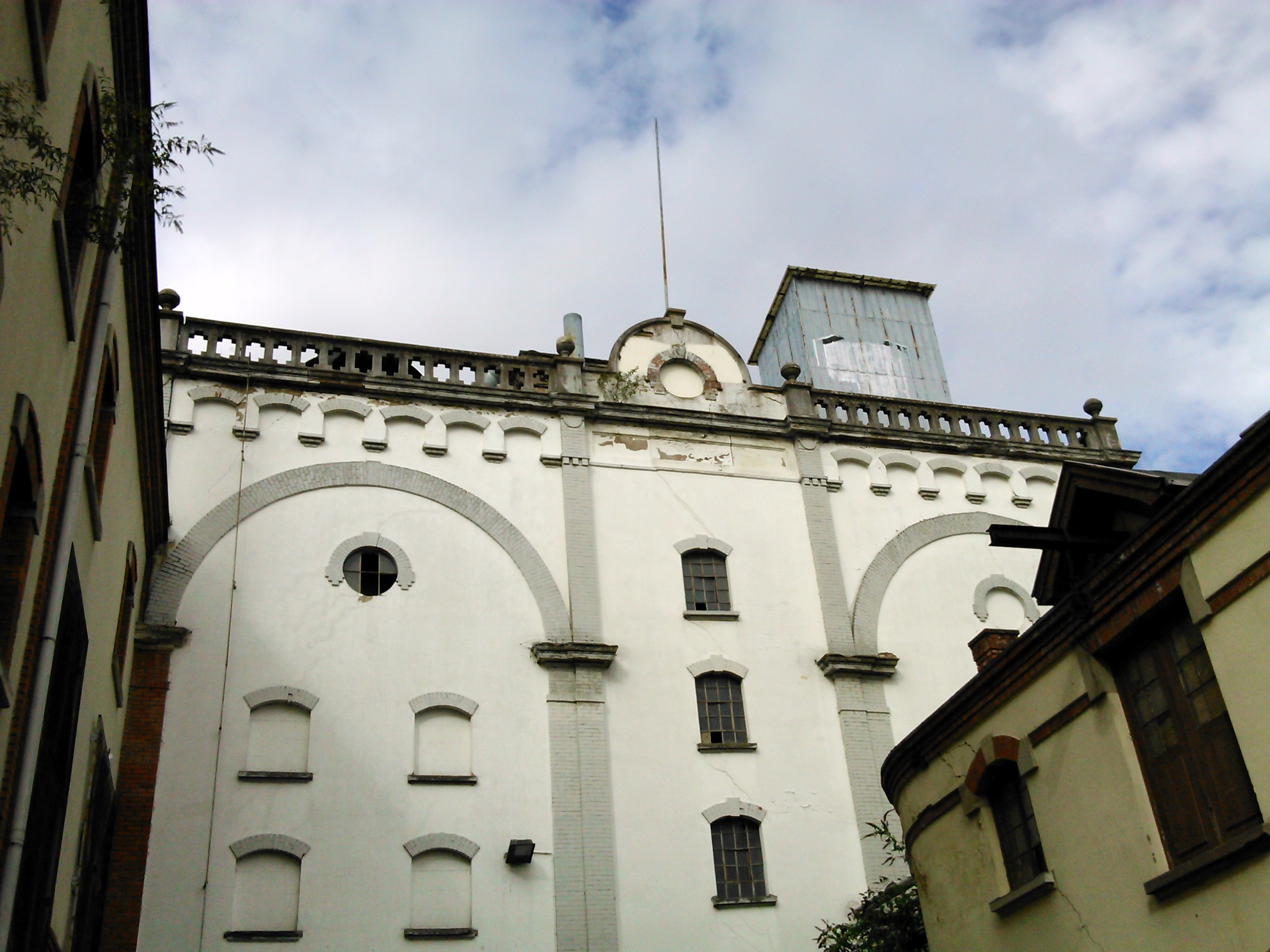
L'ancienne malterie.
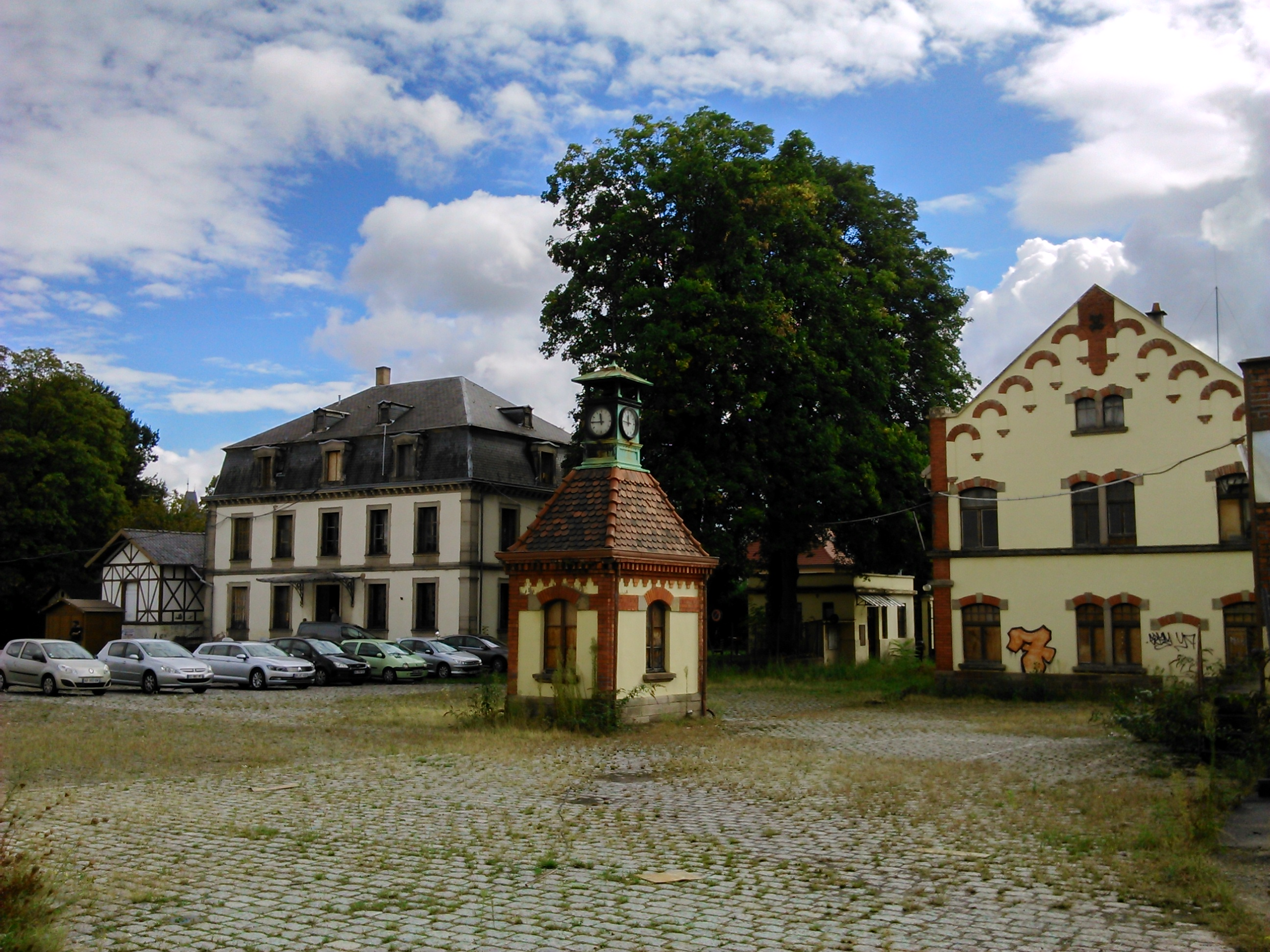
La villa Rina Muller (à gauche) et l'édicule de la pesée.
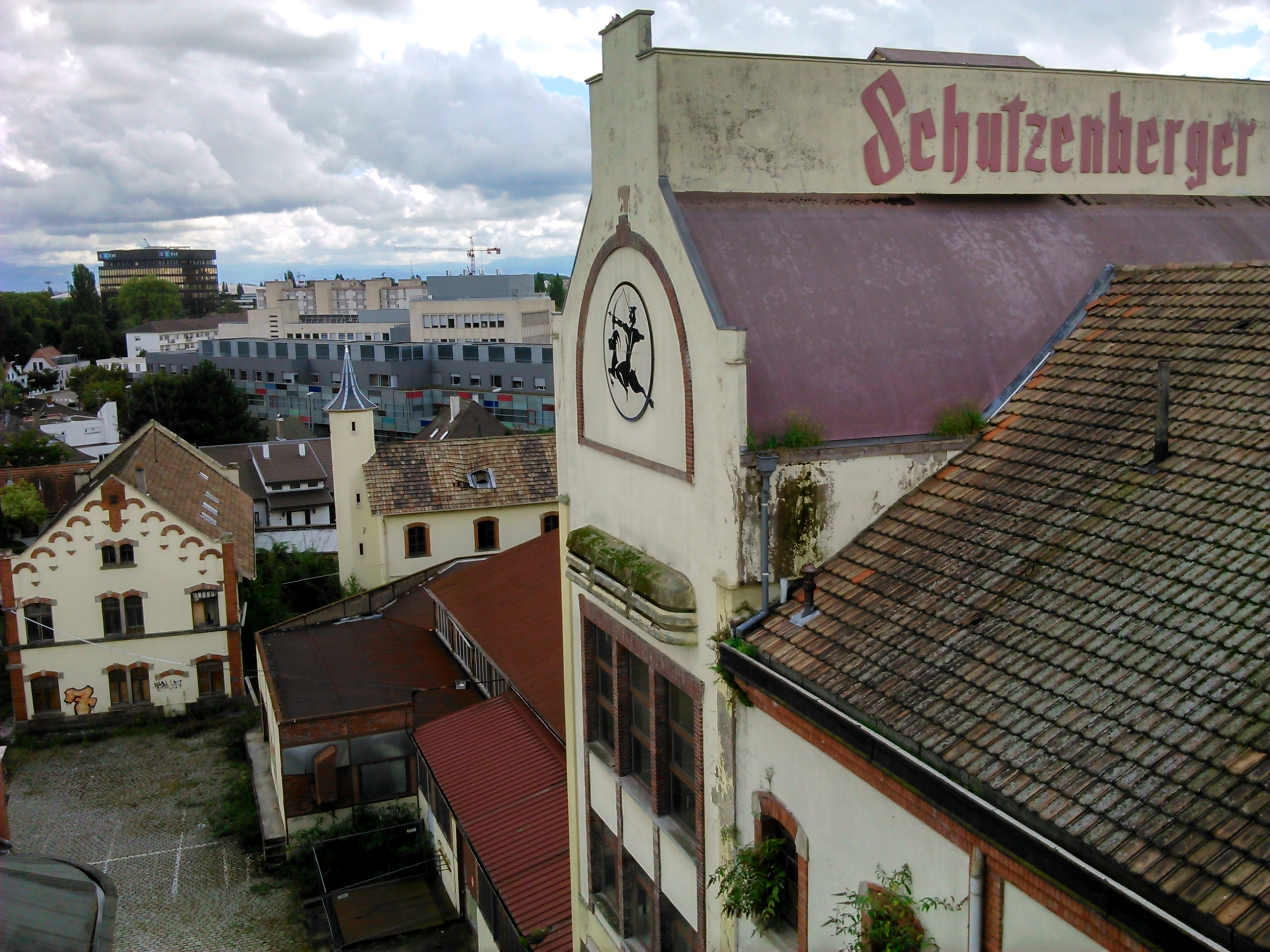
Vue depuis le toit de la malterie.
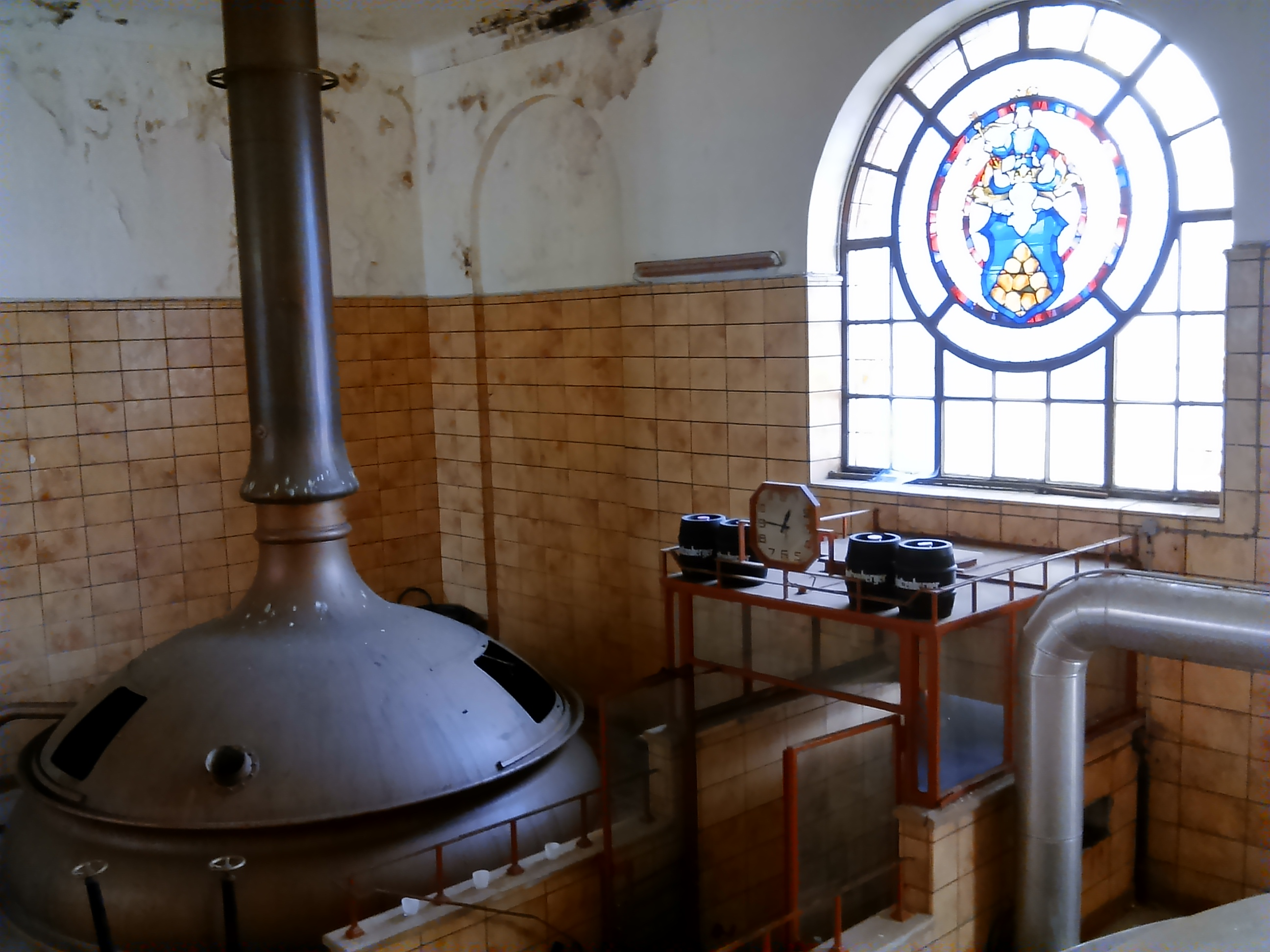
La salle de brassage.
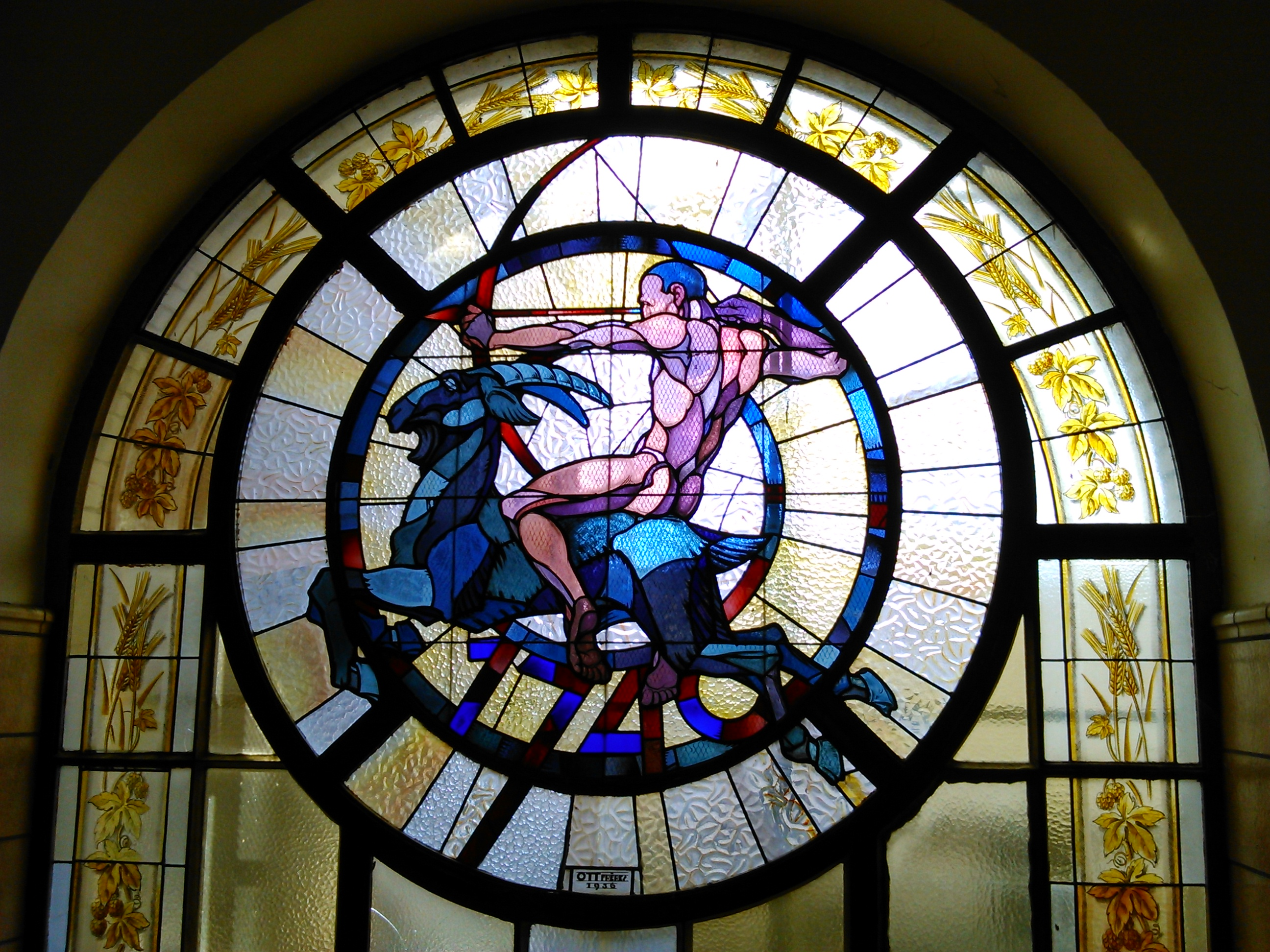
Vitrail dans la salle de brassage.
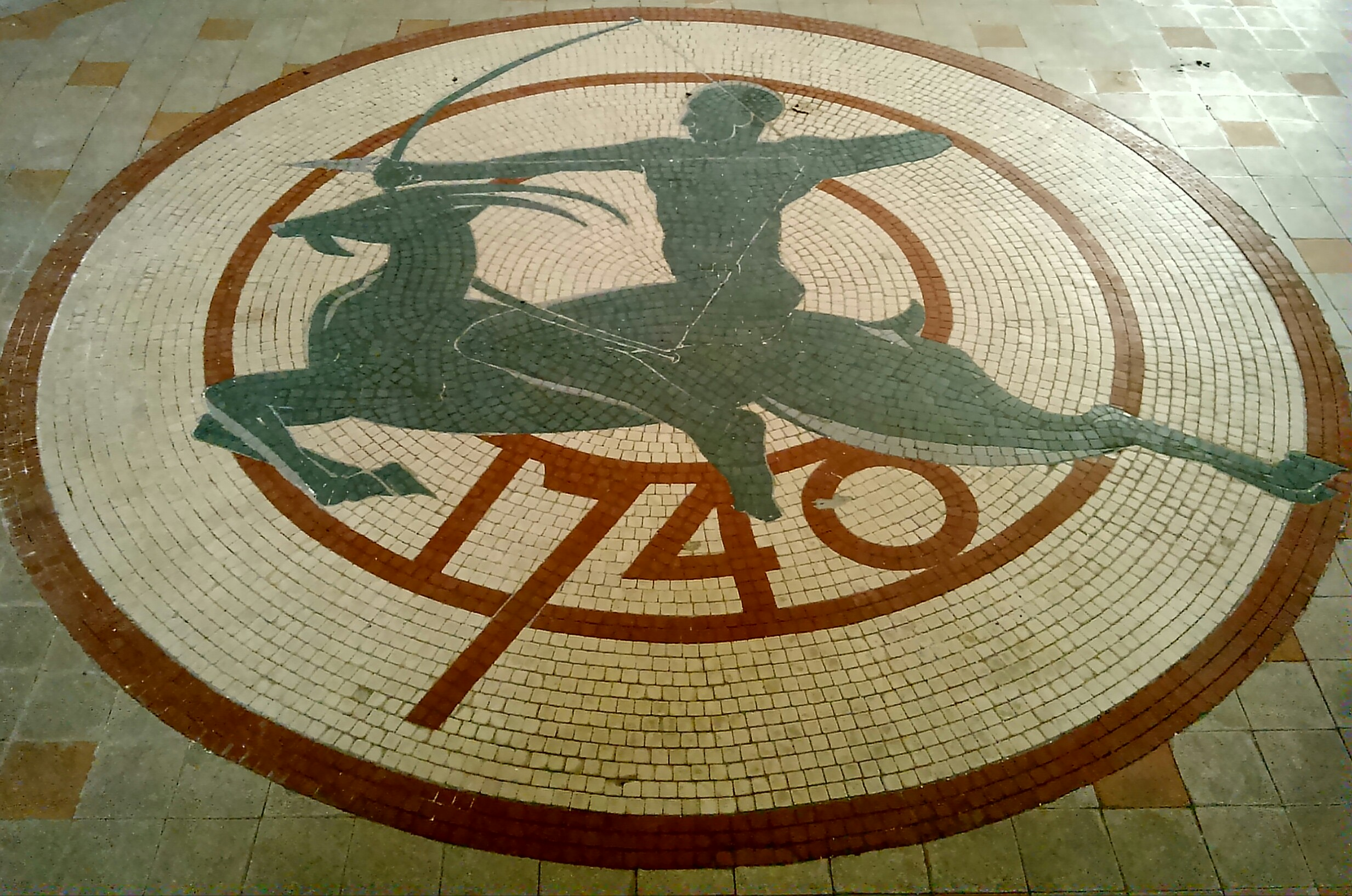
Mosaïque dans la salle de brassage.